# Cheng Yen

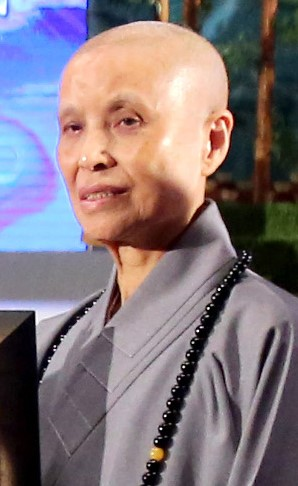
Cheng Yen

Dharma Master Cheng Yen (* als 王錦雲,  Wáng Jǐnyún, am 11. Mai 1937 in Qingshui, Taichung, Taiwan) ist Gründerin der Tzu-Chi-Stiftung, einer buddhistischen Wohltätigkeitsorganisation. Sie ist eine der angesehensten Buddhistinnen der Welt.

## Leben
Cheng Yen wuchs bei ihrem kinderlosen Onkel in Fengyuan, Taichung (Taiwan) auf.
Die jugendliche Cheng Yen erlebte schon früh Kummer und Leid. So erfuhr sie, aufgewachsen im Weltkriegs-Taiwan, die Kriegsleiden hautnah und musste sich bereits im Alter von acht Jahren um ihren schwerkranken kleinen Bruder kümmern.
Schon früh fühlte Cheng Yen sich dem Buddhismus verbunden. Als sie 15 Jahre alt war, erlitt ihre Mutter einen Magendurchbruch, woraufhin Cheng Yen für sie betete und Buddha versprach, Vegetarierin zu werden, falls er der Mutter helfen würde. Die Mutter überlebte und Chen Yeng löste ihr Versprechen ein. Als ihr Vater 1960 unerwartet starb, wandte sie sich gänzlich dem Buddhismus zu und versuchte mit Hilfe buddhistischer Mönche, die Fragen nach dem Sinn des Lebens zu beantworten, die nach dem Tod des Vaters in ihr aufgekommen waren.
Cheng Yen verließ ihr Elternhaus mehrere Male, um Nonne zu werden, wurde aber jedes Mal wieder von der Mutter zurück nach Hause geholt. 1962 schaffte sie es letztlich doch, in einem kleinen Tempel in Hualien, im Osten Taiwans, ein Leben als Nonne zu beginnen. Traditionsgemäß rasierte sie sich den Kopf und wurde, nachdem sie 1963 ihren Mentor Master Yin Shun getroffen hatte und von ihm ihren buddhistischen Namen erhalten hatte, zur Nonne geweiht.
Im Oktober 1963 zog Cheng Yen in den Tzu-Shan-Tempel in Hualien und unterzog sich einer spirituellen Ausbildung. Sie verschrieb sich dem „Lotos-Sutra“ und lehrte den Ksitigarbha-Sutra. Bereits nach kurzer Zeit war sie sehr beliebt und hatte viele Anhänger, mit denen sie den Buddhismus praktizierte. Im Jahr 1966 gründete sie die Tzu-Chi-Stiftung.
Master Cheng Yen sendet täglich eine kurze Botschaft im taiwanischen Fernsehen. Sie verlässt Taiwan nicht, da sie an Herzproblemen leidet.

## Wohltätigkeit
Zur Gründung der Tzu-Chi-Stiftung (Buddhist Compassion Relief Tzu Chi Foundation) führte ein Zwischenfall im Krankenhaus von Fenglin. Bei einem Besuch dort sah Master Cheng Yen eine Frau, die gerade eine Fehlgeburt erlitten hatte und nach Hause geschickt wurde, da sie sich die Behandlung und den Aufenthalt im Krankenhaus nicht leisten konnte. Master Cheng Yen fand es unerträglich, dass arme Taiwaner aus Kostengründen nicht medizinisch behandelt wurden. Zudem wurde ihr klar, dass Buddhisten zwar einzelnen Menschen halfen, es aber keine organisierte Hilfe gab. Sie fasste den Beschluss, Armen und Kranken organisiert zu helfen.
Die Arbeit von Tzu Chi begann mit sechs Schülern, von denen jeder täglich ein Paar Babyschuhe strickte. Zudem verlangte sie von ihren Anhängern, am Tag 50 Cent zu sparen, um damit den Armen helfen zu können. Schon bald traten immer mehr Freiwillige der Organisation bei und boten ihre Hilfe an. Heute hat Tzu Chi Büros in 47 Ländern und Millionen freiwillige Helfer.
Master Cheng Yen gründete 1972 das Tzu-Chi-Krankenhaus in Hualien, wo sich Bedürftige kostenlose medizinische Hilfe holen können.
1989 gründete Master Cheng Yen im gleichen Ort die Schule für Krankenpflege, die erste private Krankenpflegeschule in Taiwan, die sich besonders an ortsansässige Studenten richtet.
Mit ihrem Knochenmarkspende-Programm erweiterte Master Cheng Yen 1992 die Palette ihrer Wohltätigkeitsstiftungen erneut. Durch die Einführung einer Knochenmarkspenderdatei wurde die Politik auf das Thema aufmerksam und die taiwanische Regierung verabschiedete ein Gesetz zur Knochenmarkspende. Im Tzu-Chi-Stammzellenzentrum werden Forschung und Entwicklung unterstützt.
Ihre Verdienste um die Medizin resultierten außerdem in der Gründung der Tzu-Chi-Universität im Jahr 2000.

## Preise und Ehrungen
Master Cheng Yen ist international anerkannt und hat bereits viele Preise erhalten. Sie erhielt 1991 den Ramon-Magsaysay-Preis. 2007 erhielt sie den Niwano-Friedenspreis.
Harald zur Hausen, Träger des Nobelpreises für Medizin (2009), besuchte Master Cheng Yen in Hualien im Dezember 2009 und zeigte sich von ihrer Arbeit begeistert. Er versprach, sie für den nächsten Friedensnobelpreis zu nominieren, denn sie sei das taiwanische Gegenstück zu Mutter Teresa.
Im Jahr 2022 wurde sie von der BCC in die Liste der 100 Women aufgenommen.
Am 15. August 2024 wurde ein Asteroid nach ihr benannt: (555802) Chengyen.